# Goed en fout in de Tweede Wereldoorlog
De begrippen goed en fout worden in Nederland met betrekking tot de Tweede Wereldoorlog gebruikt om een gemakkelijk hanteerbaar onderscheid (zwart-wit) aan te brengen tussen diegenen die zich in de jaren 1940-1945 verzetten tegen de Duitse bezetter, en diegenen die met de Duitse bezetter samenwerkten. Deze samenwerking heeft de specifieke term 'collaboratie' gekregen.

## In de oorlogsjaren
Al tijdens de bezetting werden de begrippen goed en fout gebruikt in de illegale pers. Verzetsgroepen maakten gebruik van duidelijke tegenstellingen en historische voorbeelden, zoals de Tachtigjarige Oorlog. De nazipropaganda probeerde omgekeerd ook het goed-of-fout-thema te bespelen. Op een plakkaat met de tekst Wie is de goede Nederlander? is bijvoorbeeld een oostfrontstrijder afgebeeld naast een drinkende luiaard.

## Na de oorlog
Na de bevrijding in mei 1945 was er in eerste instantie voor nuance weinig plaats. Zij die als goed werden gemarkeerd (in het bijzonder diegenen die gewapend verzet hadden gepleegd of die onderduikers en Joden hadden geholpen) werden geëerd. Zij die zich op enigerlei wijze hadden ingelaten met de Duitse bezetter of zijn Nederlandse handlangers (in het bijzonder leden van de NSB en de Nederlandsche SS) werden beschimpt, berecht en daarna als tweederangsburgers terzijde gezet onder de verzamelterm fout.

### Rol van Loe de Jong
Loe de Jong, de geschiedschrijver van de Tweede Wereldoorlog in het Koninkrijk der Nederlanden, heeft in sterke mate aan de bestendiging van het beeld van goed-of-fout bijgedragen. De Jong schreef het woord 'fout' steeds tussen aanhalingstekens. De tegenpartij noemde hij: 'niet fout'. In zijn geschiedwerk (verschenen tussen 1969 en 1988) wordt sterk geredeneerd vanuit de genoemde tweedeling. De Jong baseerde zich daarbij op het perspectief zoals dat ook tijdens de Tweede Wereldoorlog in Nederland werd gehanteerd.

### Verschuivingen
Eind jaren zestig van de twintigste eeuw begon dat beeld echter te verschuiven. Als een van de eerste voorbeelden daarvan kan de historicus Ernst Kossmann worden beschouwd: hij introduceerde het begrip accommodatie als overgang tussen verzet en collaboratie.
In 1983 publiceerde de historicus Hans Blom zijn inaugurele rede In de ban van goed en fout waarin hij opnieuw enige theoretische kanttekeningen plaatste bij de werkwijze en de visie van De Jong. In diezelfde jaren verschenen studies van de literatuurhistorici Jan Jaap Kelder, Frank van den Bogaard en Willem Huberts waarin het beeld van de nationaalsocialistische letterkunde werd beschreven vanuit een objectieve benadering van de onderzochte fenomenen, zonder daarbij een moreel-ethisch waardeoordeel te geven zoals dat in de goed-of-foutdiscussie tot dan toe gebruikelijk was. Hun opvattingen, alsook die van Blom, werden fel bestreden door Adriaan Venema.
Nog weer later (2001) borduurde Chris van der Heijden voort op deze verschuiving in het beeld van het verleden, met zijn boek Grijs verleden. De journalist Dick Verkijk verwierp veel van Van der Heijdens conclusies en bracht een groot aantal correcties op diens visie aan in Die slappe Nederlanders (2001).

### Recentste stand van zaken
Momenteel wordt de visie van goed-of-fout, zoals met name Loe de Jong die hanteerde, door sommigen niet meer als uitgangspunt van onderzoek naar de Tweede Wereldoorlog geaccepteerd. Het grootste bezwaar tegen De Jongs visie is, dat deze een objectieve studie naar de gebeurtenissen in de weg kan staan.